# Pálmai Lajos
Pálmai Lajos, született Pollák Lajos (néhol Pálmay Lajos, Arad, 1866. szeptember 8. – Budapest, 1937. január 12.) közjegyző, liberális politikus.

## Életrajza

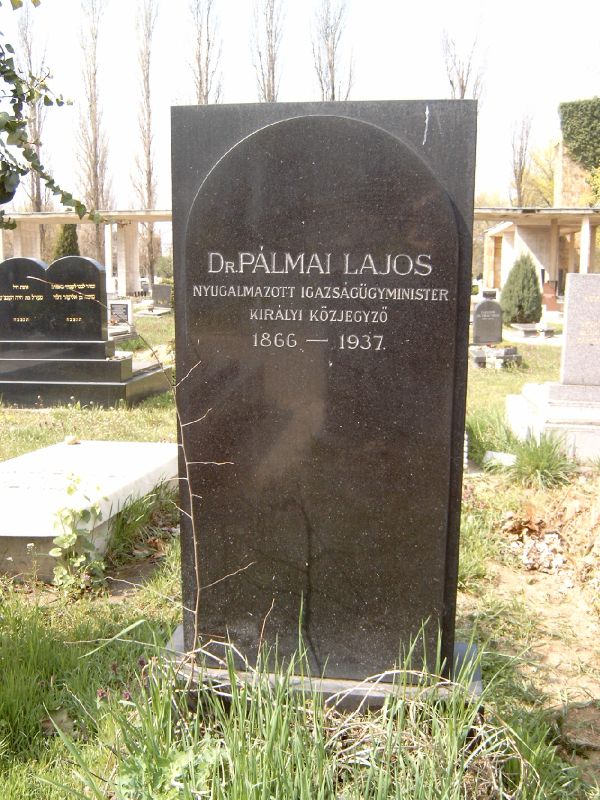
Pálmai Lajos sírja Budapesten. Kozma utcai izraelita temető: 5B-11-32.

Pollák Károly és Werschitz Anna fia. Zsidó származású politikus, az aradi majd a szegedi nemzeti kormány igazságügy-minisztere, akinek Eckhardt Tibor volt az államtitkára. A későbbiekben az Országgyűlés jegyzője volt 1926 és 1936 között.
Házastársa Leopold Regina (1874–1951) volt, akivel 1917. április 24-én Budapesten kötött házasságot.

## Külső hivatkozások
- Pálmai Lajos sírja a Kozma utcai Izraelita Temetőben